# HDNet Fights
AXS TV Fights（アクセス・テレビ・ファイツ）は、アメリカ合衆国の総合格闘技団体。HDNetの一部門として2007年に同オーナーのマーク・キューバンによって設立された。DREAMやIFL、Strikeforceなど、他の総合格闘技団体のイベント放送事業も取り扱う。

## 概要
2007年10月13日にテキサス州ダラスのアメリカン・エアラインズ・センターにおいて独自の旗揚げ戦「HDNet Fights: Initiation Night」を行い、以後はアメリカ・カナダの北米地域を中心としてイベントのプロデュースや他のイベントへの対戦カードのプロデュースを行っている。
また、2007年12月31日に行われた日本の総合格闘技イベント「やれんのか! 大晦日! 2007」を「HDNet Fights: Fedor Returns」として全米に放送した。
2015年5月、HDNetの社名変更により団体名を「AXS TV Fights」に変更した。

## 開催履歴
一覧には対戦カードのプロデュースのみのものも含まれる。
| 大会名                                               | 開催年月日     | 会場                                      | 開催地                                   |
| ---------------------------------------------------- | -------------- | ----------------------------------------- | ---------------------------------------- |
| AXS TV Fights: RFA vs. Legacy Superfight             | 2015年5月8日   | ホースシュー・トゥーニカ・リゾート&カジノ | ミシシッピー州ロビンソンビル             |
| HDNet Fights Presents: The IFL                       | 2008年5月16日  | モヒガン・サン・アリーナ                  | コネチカット州アンキャスヴィル           |
| HDNet Fights Presents: MFC: Anger Management         | 2008年5月9日   | リバー・クリー・カジノ                    | アルバータ州エドモントン                 |
| HDNet Fights Presents: SportFight XXII: Re-Awakening | 2008年4月18日  | ローズ・ガーデン・アリーナ                | オレゴン州ポートランド                   |
| HDNet Fights Presents: The IFL                       | 2008年4月4日   | アイゾッド・センター                      | ニュージャージー州イーストラザフォード   |
| HDNet Fights Presents: Xtreme Fighting League        | 2008年3月15日  | エキスポ・スクウェア・パビリオン          | オクラホマ州タルサ                       |
| HDNet Fights Presents: Ring of Combat XVIII          | 2008年3月7日   | トロピカーナ・カジノ&リゾート             | ニュージャージー州アトランティックシティ |
| HDNet Fights Presents: Debut of Kim Couture          | 2008年2月29日  | エクストリーム・クートゥア・ジム          | ネバダ州ラスベガス                       |
| HDNet Fights Presents: The IFL                       | 2008年2月29日  | オルレアンズ・アリーナ                    | ネバダ州ラスベガス                       |
| HDNet Fights Presents: Strikeforce: At the Dome      | 2008年2月23日  | タコマ・ドーム                            | ワシントン州タコマ                       |
| HDNet Fights Presents: MFC: Rags to Riches           | 2008年2月22日  | リバー・クリー・カジノ                    | アルバータ州エドモントン                 |
| HDNet Fights: Reckless Abandon                       | 2007年12月15日 | アメリカン・エアラインズ・センター        | テキサス州ダラス                         |
| HDNet Fights: Initiation Night                       | 2007年10月13日 | アメリカン・エアラインズ・センター        | テキサス州ダラス                         |